# 841
| 841                |
| ------------------ |
| Dødsfald - Fødsler |
|                    |

| Gregoriansk kalender | 841 DCCCXLI             |
| Ab urbe condita      | 1594                    |
| Armensk kalender     | 290 ԹՎ ՄՂ               |
| Kinesiske kalender   | 3537 – 3538 庚申 – 辛酉 |
| Etiopisk kalender    | 833 – 834               |
| Jødisk kalender      | 4601 – 4602             |
| Hindukalendere       |                         |
| - Vikram Samvat      | 896 – 897               |
| - Shaka Samvat       | 763 – 764               |
| - Kali Yuga          | 3942 – 3943             |
| Iransk kalender      | 219 – 220               |
| Islamisk kalender    | 226 – 227               |

Se også 841 (tal)

## Begivenheder
- Vikingerne grundlægger Dublin.